# 丹尼·多伊尔
丹尼尔·F·多伊尔（英語：Daniel F. Doyle，1940年2月6日—），美国NBA联盟前职业篮球运动员。他在1961年的NBA选秀中第5轮第44顺位被底特律活塞选中。